# C.F.F. e il Nomade Venerabile
C.F.F. e il Nomade Venerabile (sigla di Concettuale Fisico Fastidio e il Nomade Venerabile) sono un gruppo musicale italiano nato a Gioia del Colle nel 1999.

## Storia

### Gli inizi (1999-2003)
L'esordio su disco avviene con il mini-CD Presa diretta, live radiofonico del 2002 registrato durante il programma Vitamine di Controradio, a cui segue il CD Promo 2003. Partecipano alla tappa di Matera dell'I-Tim tour di Red Ronnie e, dopo aver vinto il Liberi Tutti Rock Festival di Reggio Calabria e aver aperto il concerto di Caparezza nel Jumpin' Rock Festival di Bari, pubblicano il primo CD Ghiaccio (ristampato nel 2005 da Elleu Multimedia / Banda Larga) e lo presentano al Meeting delle Etichette Indipendenti a Faenza.

### Ghiaccio e Circostanze: il periodo new wave (2004-2008)
L'album viene promosso con un lungo tour (nel 2004 totalizzano 52 esibizioni in tutta Italia), che li vede fra l'altro aprire il concerto dei Marlene Kuntz nel Festival Rockincorso 2004 di Venafro e poi ospiti dell'Atellana Festival di Succivo insieme ai Giorgio Canali & Rossofuoco, dell'Orte Rock Festival insieme a Moltheni e della Rassegna Creativa di Bologna.
Nell'agosto 2005 suonano allo Sziget Festival di Budapest, nel 2006 vincono il Festival Roccalling di Roccagorga, sono invitati a suonare al Festival Sulla Scena del Suono di Foligno e rappresentano l'Italia al Venerelettrica International Female Rock Festival di Perugia, dividendo il palco con band provenienti da USA, Ucraina, Francia, Polonia, Lituania. La direttrice artistica Paola Turci in riferimento alla formula di rock parateatrale (così definivano il loro genere) portata sul palco del Festival, dichiara al Corriere dell'Umbria del 4 marzo 2006: "Ho visto l'esibizione dei C.F.F. e il Nomade Venerabile: ho apprezzato tantissimo la loro capacità di osare, di oltrepassare i confini della creatività".

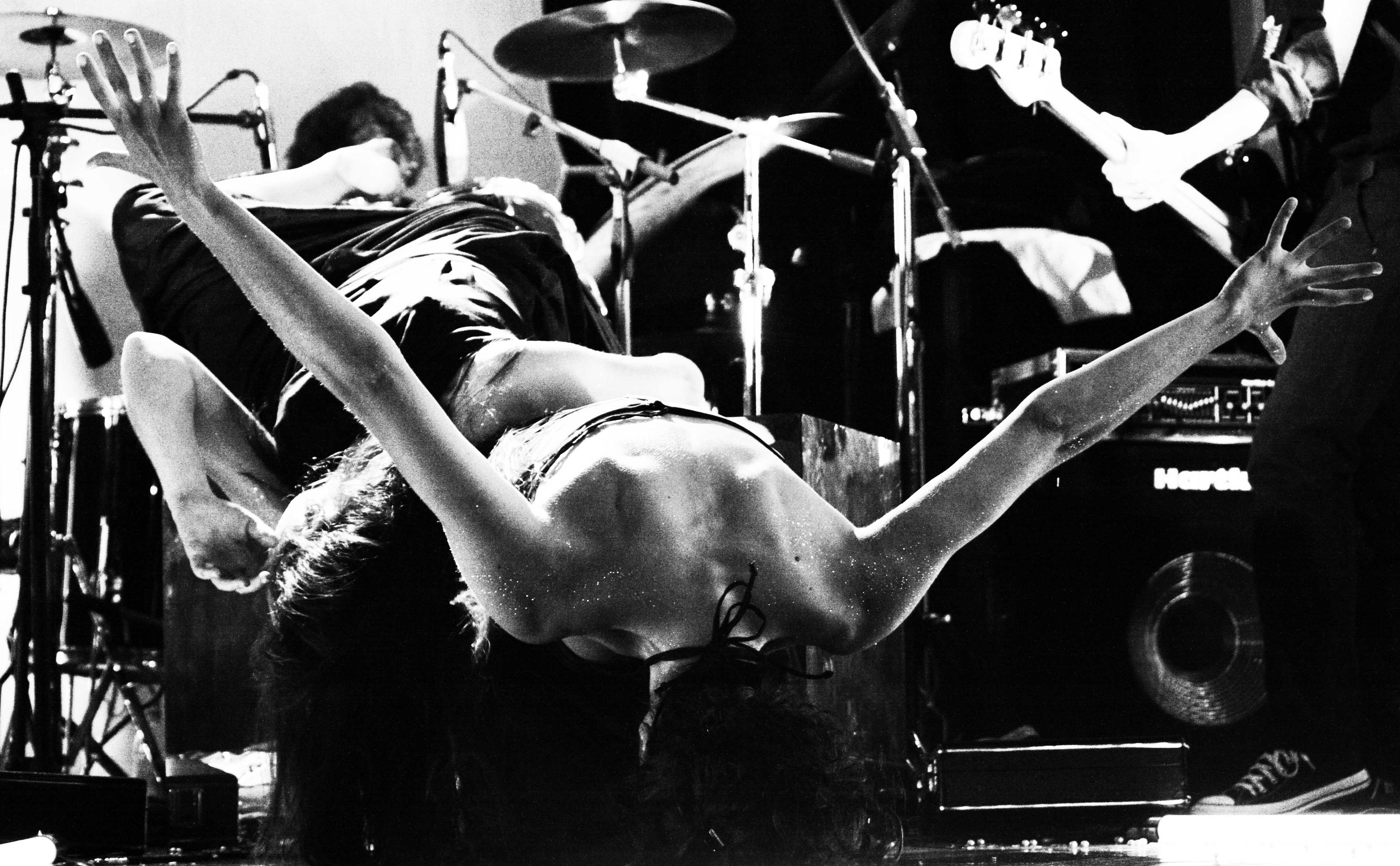
C.F.F. e il Nomade Venerabile nel 2009 (foto di Rosa Paolicelli)

Seguono anche l'attenzione della stampa specializzata, con recensioni apparse sulle pagine di Rockerilla (numero di ottobre 2004), Ritual (numero di novembre 2005) e Rolling Stone Italia (numero di maggio 2006), passaggi radio su Radio Onda Rossa, Radio Popolare, Radio Onda d'Urto e uno speciale su La Repubblica del 17 settembre 2005, a firma Antonella Gaeta, dal titolo Dopo la taranta, ecco il rock. Sulla musica è effetto Puglia, dedicato a 5 band: Negramaro, Jolaurlo, C.F.F. e il Nomade Venerabile, Ameba 4 e Ultraviolet.
La canzone Satori è selezionata per la compilation The Best of Indies in Italy (Eko Music / Audiocoop), distribuita al Midem 2006 di Cannes. La canzone Fiumani, dedicata al leader dei Diaframma Federico Fiumani, è invece selezionata per la compilation The best of DEMO 2004-2005, realizzata dallo staff della trasmissione di Rai Radio 1 Demo, l'Acchiappatalenti condotta da Michael Pergolani e Renato Marengo.
Nel dicembre 2006 pubblicano il secondo album Circostanze (Otium Records / Tre Lune Records), recensito sulle pagine di D - La Repubblica delle Donne (20 gennaio 2007), e iniziano a collaborare con la compagnia di teatro-danza ResExtensa di Elisa Barucchieri e Anna Moscatelli. Il tour parte dal Villaggio Globale di Roma e prosegue con 40 date in tutta Italia, tra cui la partecipazione al Festival Pigro, omaggio a Ivan Graziani, al Teatro Comunale di Teramo, e la vittoria dell'edizione 2007 del Today I'm Rock di Capaccio Scalo. In occasione di una di queste date Rosaria Renna segnala la voce dei C.F.F. e il Nomade Venerabile Anna Maria Stasi come una giovane Antonella Ruggiero. Alcuni brani del disco entrano a far parte della colonna sonora di Ageroland, film di Carlotta Cerquetti.

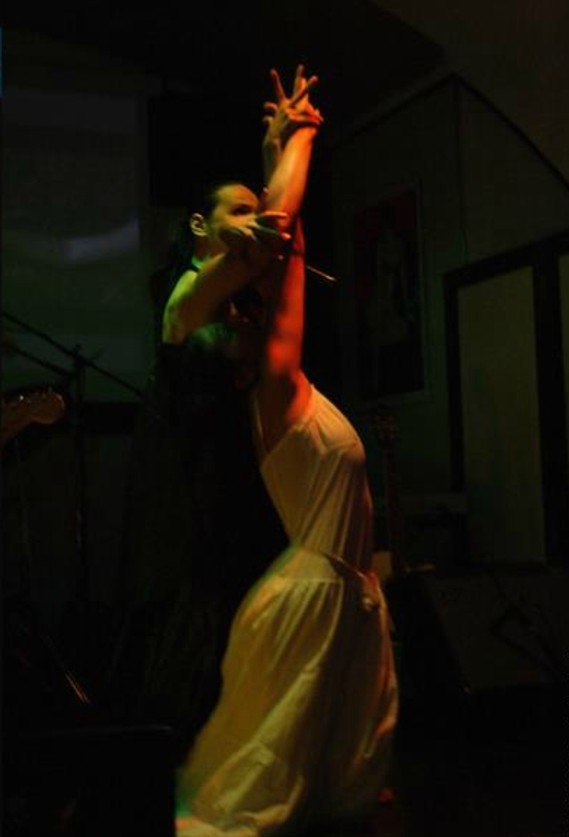
C.F.F. e il Nomade Venerabile nel 2008 (foto di Daniela Errico)

### La svolta rock: Lucidinervi e Attraverso (2009-2013)
Nel 2009 pubblicano Lucidinervi (Otium Records / Compagnia Nuove Indye), album nel quale partecipano Franz Goria (Fluxus, Petrol), Paolo Benvegnù e Guglielmo Ridolfo Gagliano nel brano Amore, Umberto Palazzo (Santo Niente) nella rilettura musicata della poesia Spleen di Charles Baudelaire, Paolo Archetti Maestri e Fabio Martino (Yo Yo Mundi) nella cover Ho visto Nina volare di Fabrizio De André.
Paolo Benvegnù per l'occasione dichiara: "I C.F.F. sono per me uno dei migliori gruppi in Italia, con una grande forza e abnegazione" (intervista a Barisera del 29 Luglio 2009). Lucidinervi è recensito anche sulle pagine de Il Mucchio Selvaggio (Fuori dal Mucchio settembre 2009) e supportato da un tour diviso tra festival (sono ospiti con Paolo Benvegnù del Festival Aqua Vitae nel Castello Svevo di Bari) e music club.
Il brano Amore si piazza tra i primi dieci posti della classifica Indie Music Like (oltre 150 media e new media da tutta Italia votano i brani di musica italiana indipendente preferiti) curata dal Meeting delle Etichette Indipendenti.

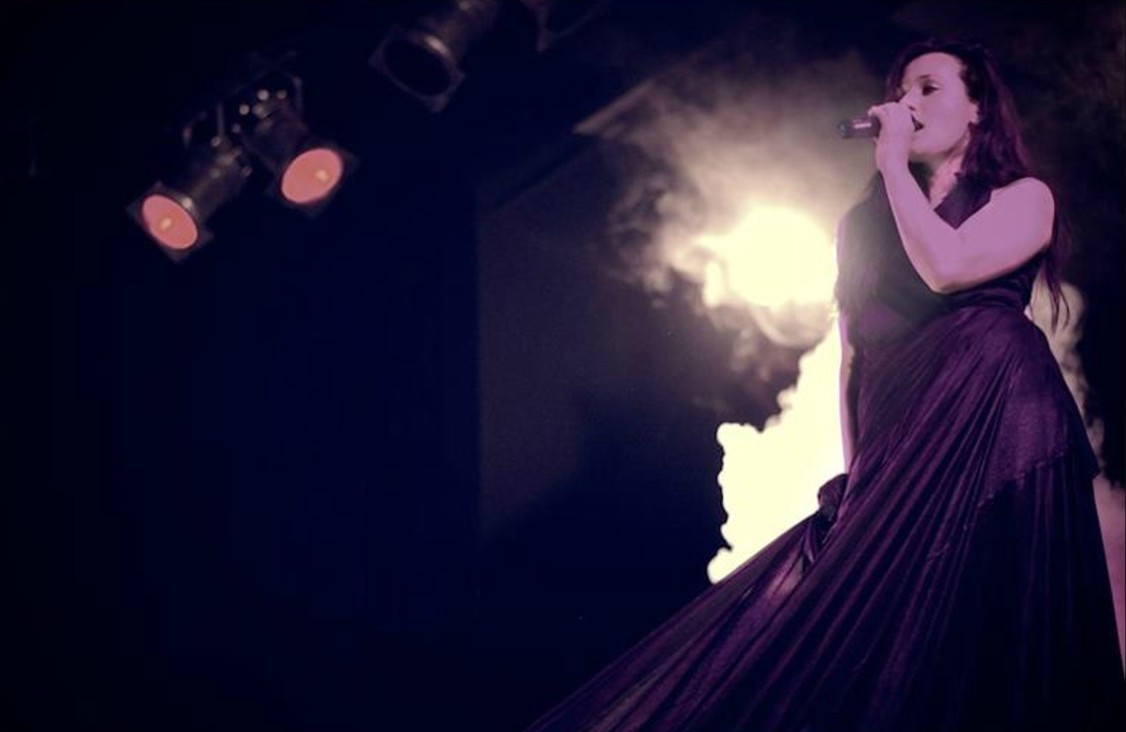
C.F.F. e il Nomade Venerabile nel 2010 (foto di Cristiano Valente)

Nell'inverno del 2010 registrano la cover di Santuario contenuta nell'album-tributo al Santo Niente dal titolo Generazioni, pubblicato dalla Disco Dada di Bologna.
Nell'estate del 2011 sono premiati dalla direzione artistica del Valle Ofanto Festival di Margherita di Savoia con la targa Premio Speciale Matteo Salvatore, in collaborazione con Club Tenco.
Nel 2012 sono tra i promotori di Rockerella, progetto di produzione, ricerca storica, censimento e coordinamento della musica alternativa di Gioia del Colle, che diventa un omonimo festival e produce due compilation e il documentario Rockerella, storia della musica di Gioia del Colle dagli anni '50 ai giorni nostri.
Nel 2013 pubblicano l'autoprodotto Attraverso, che contiene 13 canzoni di genere stoner e shoegaze ed è selezionato tra gli album "in evidenza" da Rockit. Il tour promozionale viene annunciato da un servizio sul TGR Rai Puglia del 14 novembre 2013.

### Il periodo C.F.F. (2014-2018)
Nel 2014 il gruppo si riduce ad un trio, abbreviando il nome in C.F.F. e riarrangiando il repertorio in chiave elettro-acustica. Pubblicano l'EP Al cuore (Maxsound Records), presentato in anteprima al Meeting delle Etichette Indipendenti di Faenza, seguito da un tour di una trentina di date e recensito da Classic Rock Lifestyle. Il singolo tratto dall'EP è "Il mio inverno", il videoclip è realizzato dal regista Enzo Piglionica. Vengono selezionati per le audizioni di Musicultura a Macerata, sono finalisti nazionali del Premio De Andrè a Roma, vincono il Premio Pierangelo Bertoli Nuovi Cantautori al Teatro Carani di Sassuolo (in giuria, tra gli altri, ci sono Massimo Cotto, Giancarlo Governi, Paola Gallo e Andrea Scanzi) e il Festival Music Week di Vico Equense.
L'anno successivo pubblicano l'album Canti notturni (Maxsound Records / Audioglobe), supportato da PugliaSounds e da una campagna di crowdfunding su Musicraiser. L'album viene anticipato dal brano Un solo minuto di vita iniziale, trasmesso in anteprima da Radio 105 il 3 ottobre 2015 nella trasmissione Smart Up.
Nel marzo 2016 pubblicano il videoclip della cover di Siberia dei Diaframma, realizzato su richiesta di un raiser e, nell'estate dello stesso anno, vengono chiamati a suonare al Cellamare Music Festival.
Dal primo singolo Come fiori dedicato al pugile sinto Rukeli, nel 2018 nasce lo spettacolo teatrale "Il mio inv(f)erno... vita da zingaro", per la regia di Maurizio Vacca, accompagnato dalle musiche eseguite dal vivo dalla band e da un libretto di sala realizzato in forma di fumetto dal disegnatore Valerio Pastore e presentato al Festival Internazionale TeatroLab di Novellara nel 2019.
Nel secondo singolo Un paese innocente c'è la partecipazione di Roberto Angelini a voce e lap steel. L'album contiene inoltre Stelle nere, un brano scritto per i C.F.F. da Paolo Archetti Maestri degli Yo Yo Mundi.

### Il ritorno dei C.F.F. e il Nomade Venerabile (dal 2019)
Nel 2019, in occasione del ventennale, vengono invitati a suonare al Giovinazzo Rock Festival con Diaframma e Zola Blood e pubblicano la raccolta DiVenti (Joe Black Production), presentata in anteprima il 13 febbraio 2019 durante la trasmissione Sonoricamente di Radio Capodistria e successivamente durante la trasmissione Night Toys di Radio Città Aperta. Dal concerto del ventennale tenutosi il 28 dicembre 2019 al Garage Sound di Bari sono estratti alcuni brani live programmati da Rai Radio Live.
Il 15 marzo 2021 viene pubblicato il nuovo album E sia, anticipato da uno speciale di Nicola Morisco su La Gazzetta del Mezzogiorno del 2 marzo 2021 e da un articolo su La Repubblica del 13 marzo 2021. Viene inoltre recensito sul numero di aprile 2021 di Rumore.
Tutti i titoli e i testi delle canzoni sono tratti dall'omonima silloge della poetessa gioiese Grazia Procino. In uno dei brani, La veglia, c'è la partecipazione di Andrea Chimenti.
Per precisa scelta del gruppo inizialmente i brani non sono stati presenti su web ma programmati soltanto dalle radio come Radio Capodistria, Radio Città Aperta e Radio Città Benevento durante il radio show Rock City Nights di Donato Zoppo del 24 marzo 2021.
L'album E sia viene presentato dal vivo con un concerto reading al Teatro comunale Rossini di Gioia del Colle il 7 maggio 2022, documentato da Teleregione Color.
A novembre 2023 Eretica Edizioni pubblica "Al guado d'amate correnti alternate", raccolta di poesie del bassista Vanni La Guardia, contenente alcuni testi dei C.F.F. e il Nomade Venerabile.
A dicembre 2023 l'etichetta discografica NOS Records pubblica Stagioni. Tributo ai Massimo Volume, album del mese su Rumore al quale i C.F.F. e il Nomade Venerabile partecipano con la cover del brano Fred tratto da Il nuotatore e che rientra nella cinquina finalista delle Targhe Tenco 2024 tra i migliori dischi italiani a progetto.
Il 28 febbraio 2025 l'etichetta discografica Nota pubblica Canzoni di fuga e speranza, album tributo agli Yo Yo Mundi. I C.F.F. e il Nomade Venerabile partecipano con la cover del brano In novembre dall'album Percorsi di musica sghemba del 1996. Canzoni di fuga e speranza rientra nella cinquina finalista delle Targhe Tenco 2025 tra i migliori dischi italiani a progetto.

## Stile musicale
Lo stile musicale fonde il rock d'autore con la new wave e adotta un approccio sperimentale. Il gruppo ha infatti prodotto sin dagli esordi delle performance a carattere multidisciplinare, in cui la musica si unisce al teatrodanza e alla videoarte.
Questo modo di proporsi è riassunto dalla sigla "C.F.F." ovvero "Concettuale Fisico Fastidio", espressione che viene così spiegata dalla band: "Concettuale perché dietro ogni testo c'è un approfondito lavoro di ricerca e limatura finalizzato a strutturare le parole in modo che possano sprigionare tutta la loro potenza evocativa e visionaria. Fisico perché utilizziamo la gestualità corporea per comunicare il testo e l'atmosfera delle canzoni. Fastidio perché non di rado le performance teatrali possono risultare di forte impatto. Nomade Venerabile è invece un retaggio del passato. Erano i due ragazzi che agli esordi curavano gli innesti scenici in una maniera che per estetica poteva dirsi vicina a Fatur".

## Formazione

### Formazione attuale
- Vanni La Guardia - basso, voce (1999-presente)
- Anna Maria Stasi - voce, scenografie (2002-presente)
- Anna Surico - chitarre, sequencer (2003-presente)
- Guido Lioi - batteria (2019-presente)

### Ex componenti
- Nicola Liuzzi - batteria (1999-2010)
- Monica Notarnicola - tastiere (2002-2010)
- Anna Moscatelli - teatrodanza (2006-2010)
- Carlo Ciccarone - chitarre (1999-2002)
- Fabrizio Lavegas - chitarre, tastiere (2008-2013)
- Carmela Milano - teatrodanza (2002-2006)
- Pasquale Paradiso, "Il Nomade" - teatro, voce (1999-2002)
- Filippo De Bellis, "Il Venerabile" - teatro, voce (1999-2000)
- Lorenzo Velle - batteria (2011-2013)

## Discografia

### Album in studio
- 2004 – Ghiaccio
- 2006 – Circostanze
- 2009 – Lucidinervi
- 2013 – Attraverso
- 2015 – Canti notturni
- 2021 – E sia

### Raccolte
- 2019 – DiVenti

### EP
- 2014 – Al cuore